# Hexapawn
 (février 2023).
Si vous disposez d'ouvrages ou d'articles de référence ou si vous connaissez des sites web de qualité traitant du thème abordé ici, merci de compléter l'article en donnant les références utiles à sa vérifiabilité et en les liant à la section « Notes et références ».

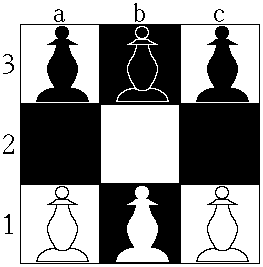
Un échiquier de hexapion 3×3

Hexapawn (ou hexapion) est un jeu déterministe à deux joueurs inventé par Martin Gardner. Sur un échiquier de dimension n×m, chaque joueur commence la partie avec m pions disposés sur chacune des m cases de la rangée la plus proche de lui. Comme aux échecs, les pions avancent en ligne droite et capturent en diagonale, mais ils n'ont pas droit au double pas. Le joueur ayant les pions blancs débute la partie. Pour gagner, un joueur doit (i) faire progresser l'un de ses pions à l'extrémité opposée de l'échiquier ou (ii) empêcher l'autre joueur de se déplacer.
Hexapawn sur le plateau 3×3 est un jeu résolu : avec un jeu parfait, les blancs perdront toujours en 3 coups (1.b2 axb2 2.cxb2 c2 3.a2 c1#).

## Règles
Comme aux échecs, un pion peut être déplacé de deux manières différentes : il peut être déplacé d'une case verticalement vers l'avant, ou il peut capturer un pion une case en diagonale devant lui. Un pion ne peut pas être avancé s'il y a un pion dans la case devant lui. Contrairement aux échecs, le premier coup d'un pion ne peut pas être de l'avancer de deux cases. Un joueur perd s'il n'a aucun mouvement légal ou si l'un des pions de l'autre joueur atteint la fin du plateau.